# Iwan Wassiljewitsch Bogdanow
Iwan Wassiljewitsch Bogdanow (russisch Иван Васильевич Богданов; * 13. April 1974) ist ein russischer Biathlet, der seine größten Erfolge vor allem in der Teildisziplin Crosslauf erreichte.
Iwan Bogdanow bestritt 1993 mehrere Rennen im Biathlon-Weltcup. Bestes Ergebnis wurde ein 99. Platz in Kontiolahti. Es dauerte fast 15 Jahre, bis weitere Einsätze auf internationalem Niveau im Winter folgten. 2008 nahm er an Rennen des Biathlon-Europacups teil.
Seit Beginn der 2000er Jahre ist Bogdanow insbesondere in der Stilrichtung Crosslauf des Sommerbiathlons erfolgreich. In Jamrozowa Polana gewann er bei den Sommerbiathlon-Weltmeisterschaften 2001 mit Alexei Kowjasin, Dmitri Nikiforow und Alexei Tscheparew die Bronzemedaille im Staffelrennen. 2005 gewann er mit Alexei Kobelew, Oleg Rudenko und Alexander Katschanowski in Muonio Staffelsilber. Endlich Gold gewann Bogdanow 2007 mit Jewgenija Michailowa, Anna Sorokina und Alexei Katrenko im Mixed-Staffelwettbewerb in Otepää. Zudem gewann er hinter Katrenko und Indrek Tobreluts die Bronzemedaille im Massenstartrennen. Bei Sommerbiathlon-Europameisterschaften gewann er 2005 in Bystřice pod Hostýnem hinter Timur Nurmejew und Nikiforow mit Bronze seine erste Bronzemedaille. Besonders erfolgreich verliefen die Sommerbiathlon-Europameisterschaften 2007 in Tyssowez. Er gewann den Titel im Sprint, gewann im Massenstart zudem hinter Kowjasin und Oleksandr Bilanenko die Bronzemedaille und mit Michailowa, Natalja Solowjowa und Kowjasin Silber im Mixed. Bei den Sommerbiathlon-Weltmeisterschaften 2009 in Oberhof wurde Bogdanow 26. im Sprint und 15. der Verfolgung. Hinzu kamen bei der EM 2009 in Nové Město na Moravě ein sechster Platz im Sprint und ein 12. Rang im Massenstart.

## Biathlon-Weltcup-Platzierungen
Die Tabelle zeigt alle Platzierungen (je nach Austragungsjahr einschließlich Olympische Spiele und Weltmeisterschaften).
- 1.–3. Platz: Anzahl der Podiumsplatzierungen
- Top 10: Anzahl der Platzierungen unter den ersten zehn (einschließlich Podium)
- Punkteränge: Anzahl der Platzierungen innerhalb der Punkteränge (einschließlich Podium und Top 10)
- Starts: Anzahl gelaufener Rennen in der jeweiligen Disziplin

| Platzierung                                                           | Einzel | Sprint | Verfolgung | Massenstart | Team | Staffel | Gesamt |
| --------------------------------------------------------------------- | ------ | ------ | ---------- | ----------- | ---- | ------- | ------ |
| 1. Platz                                                              |        |        |            |             |      |         |        |
| 2. Platz                                                              |        |        |            |             |      |         |        |
| 3. Platz                                                              |        |        |            |             |      |         |        |
| Top 10                                                                |        |        |            |             |      |         |        |
| Punkteränge                                                           |        |        |            |             |      |         |        |
| Starts                                                                | 1      | 1      |            |             |      |         | 2      |
| Stand: nach der Saison 2009/2010, Daten möglicherweise nicht komplett |        |        |            |             |      |         |        |